# Lacus Autumni

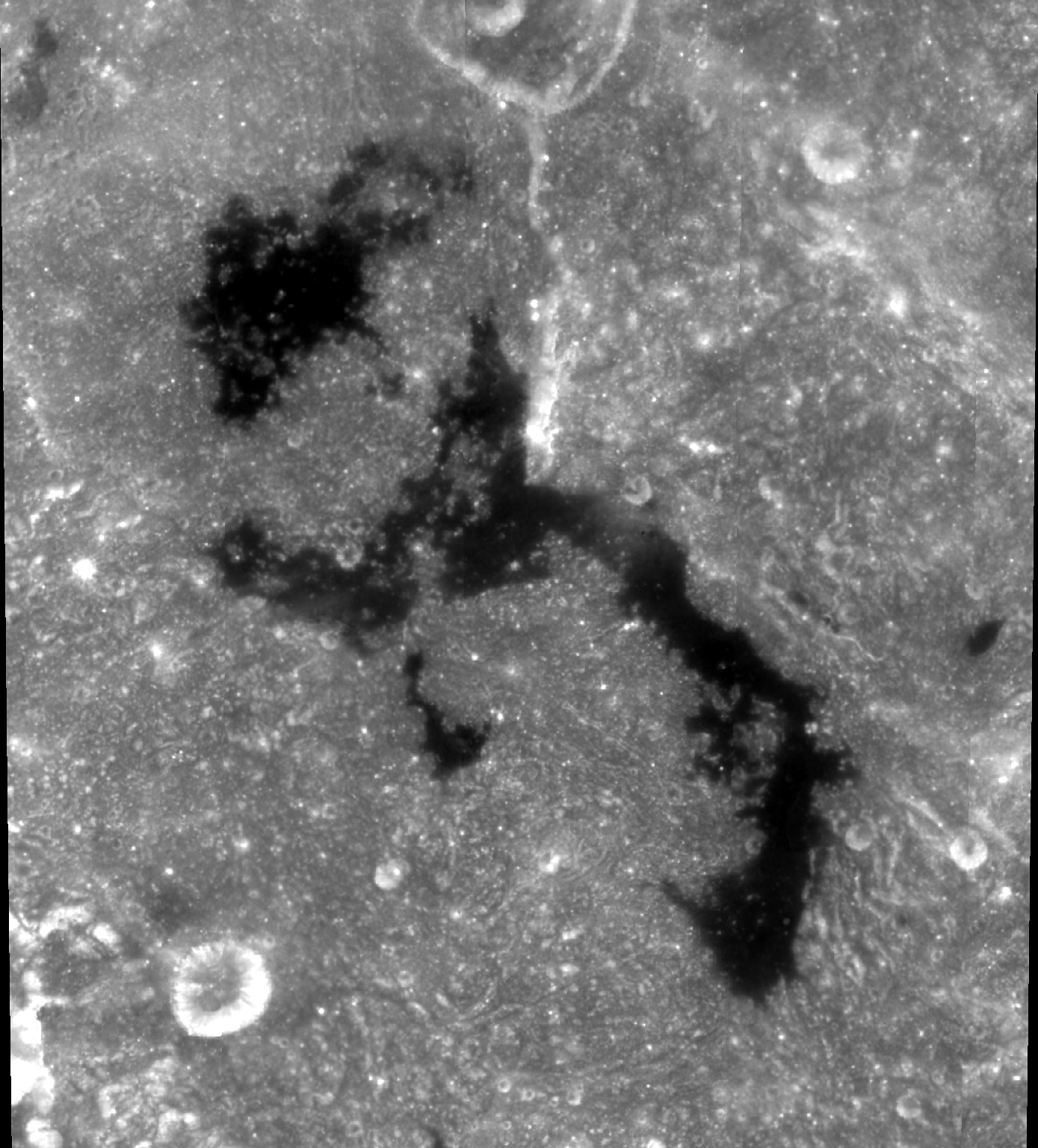
Lacus Autumni

Lacus Autumni (łac. Jezioro Jesieni) – małe morze księżycowe w pobliżu Mare Orientale. Jego współrzędne selenograficzne to 9,9° S, 83,9° W, a średnica wynosi 183 km. Nazwa została zatwierdzona przez Międzynarodową Unię Astronomiczną w roku 1970.